# George Underwood (athlétisme)
George Underwood (né le 4 novembre 1884 à Manchester, New Hampshire - mort le 28 août 1943 à Boston) est un athlète américain, médaillé d'or aux Jeux olympiques de 1904. Son club était le New York Athletic Club.

## Palmarès

### Jeux olympiques d'été
- Jeux olympiques de 1904 à Saint-Louis,  États-Unis
  -  Médaille d'or du 4 miles par équipes